# Astragalus sogdianus
Astragalus sogdianus — вид квіткових рослин з родини бобових (Fabaceae). Ареал охоплює такі країни: Казахстан, Таджикистан, Туркменістан, Узбекистан.

## Середовище
Це чагарник, що росте на дрібнозернистих схилах степів та напівпустель. Його трапляються серед ялівцевих чагарників у нижньому та середньому гірському поясі, на півночі від горбистих передгір'їв. Висоти: 200–2800 метрів. Немає відомих серйозних загроз для цього виду.